# Gotthard Fischer
Gotthard Fischer (10 de enero de 1891 - 27 de julio de 1969) fue un general alemán (Generalleutnant) en la Wehrmacht durante la II Guerra Mundial que comandó varias divisiones. Fue condecorado con la Cruz de Caballero de la Cruz de Hierro de la Alemania Nazi.
Fischer se rindió al Ejército Rojo en abril de 1945 en la bolsa de Curlandia. Condenado como criminal de guerra en la Unión Soviética, fue retenido hasta 1955.

## Condecoraciones
- Cruz de Caballero de la Cruz de Hierro el 7 de febrero de 1944 como Oberst y comandante de la 126. Infanterie-Division[1]